# فرودگاه بین‌المللی دایوری هامانی
فرودگاه بین‌المللی دایوری هامانی (به انگلیسی: Diori Hamani International Airport) یک فرودگاه نظامی و همگانی با کد یاتا NIM است که یک باند فرود آسفالت دارد و طول باند آن ۳۰۰۰ متر است. این فرودگاه در شهر نیامی کشور نیجر قرار دارد و در ارتفاع ۲۲۳ متری از سطح دریا واقع شده‌است.